# Tam Đình
Tam Đình là một xã thuộc huyện Tương Dương, tỉnh Nghệ An, Việt Nam.
Xã Tam Đình có diện tích 130,79 km², dân số năm 1999 là 3.834 người, mật độ dân số đạt 29 người/km².